# WBI Energy Transmission
WBI Energy Transmission (Williston Basin Interstate Pipeline) — трубопровідна система на півночі США, призначена для збору природного газу у басейнах Скелястих гір та транспортування його до місцевих споживачів або далі на схід через інші газопроводи.
Система починається з двох ліній, які подають продукцію кількох нафтогазоносних басейнів Вайомінгу та Монтани до району Бейкер біля кордону останньої з Північною Дакотою:
- гілка з басейнів Вайнд-Рівер (Вайомінг) та Біг-Хорн (Вайомінг, Монтана);
- гілка з басейну Паудер-Рівер (Вайомінг, Монтана).

Через зазначені гілки система також має кілька точок сполучення з іншими газопроводами, які обслуговують басейни Скелястих гір: у пункті Warren з газопроводом Northwestern Energy (басейн Montana Overthrust), в Elk Basin з Colorado Interstate Gas, у Вайнд-Рівер з TBI Field Services, в Billy Creek з SourceGas та у Recluse із трубопроводом MIGC. Крім того, в районі Bridger влаштований інтерконектор з газопроводом Tallgrass Interstate Gas Transmission, головним призначенням якого є транспортування  ресурсу на велику відстань до Канзасу.
Від району Бейкер основна частина системи прямує на схід до Фарго, тобто через всю Північну Докоту до кордону з Міннесотою. На цій ділянці до системи надходить продукція басейну Уїллістон, одного з найпотужніших в США, відомого передусім своєю нафтоносною сланцевою формацією Баккен.
При цьому на території Північної Дакоти WBI Energy Transmission має одразу п'ять інтерконекторів з Northern Border pipeline (Stateline, Charbonneau, Spring Creek, Manning, Glen Ullin), через який подається канадський газ до району Великих Озер. Крім того, існує транскордонне сполучення з іншим канадським газопроводом Many Islands Pipeline у Portal.
В середині 2010-х років планувався подальший розвиток інтерконекторів. Зокрема, мова йшла по створення шостого з'єднання з Northern Border та продовження траси від Фарго далі на схід в Міннесоту, де планується інтерконектор з Viking Gas Transmission, що, як і згаданий вище Northern Border, транспортує канадський газ до району Великих Озер.
Станом на середину 2010-х років загальна довжина системи WBI Energy Transmission досягла 4000 миль, в тому числі 3457 миль магістральних газопроводів, 414 миль збірних ліній та 142 милі для обслуговування підземних сховищ газу. Останніх у складі системи налічується три (Cabin Kreek, Billy Creek, Elk Basin), з загальною ємністю 10 млрд м3 та активною 5,5 млрд м3.